# باول كوش (دراج)
باول كوش (بالألمانية: Paul Koch)‏ هو دراج ألماني، ولد في 22 مايو 1897 في برلين في ألمانيا، وتوفي بنفس المكان في 22 أكتوبر 1959.

## وصلات خارجية
- بول كوش على موقع أرشيف الدراجات (الإنجليزية)
- بول كوش على موقع إحصائيات الدراجات الإحترافية (الإنجليزية)